# Ki-Adi-Mundi
Ki-Adi-Mundi este un personaj fictiv din franciza Star Wars, fiind un Maestru Jedi și avându-l ca profesor pe Yoda. El face parte din Consiliul Jedi în ultimii ani ai Republicii. Specia lui se numește "Corean", fiind ultimul reprezentant al acesteia. A pierit din cauza trădarii clonelor, care mai târziu au devenit stormtrooperi. Ki-Adi-Mundi are de asemenea, ca rudele lui, un cap în formă de con, iar in acel cap se află două creiere. El a fost singurul Jedi care a intrat in consiliu înainte să devină unul, căci era foarte inteligent și perspicace. A avut 4 soții și 7 copii. Sabia lui are culoarea albastră.